# Isla Aoa
La Isla Aoa es una Isla ubicada en la Provincia Occidental, en las Islas Salomón.
Las coordenadas de la isla son 6°58′60" S y 156°0′0″ E en DMS y/o -6.98333 y 156 en grados decimales.